# Tiya
Tiya ist eine Ortschaft in Zentraläthiopien, südlich von Addis Abeba in der Nähe von Melka Awash und dem Hare-Shetan-Kratersee. Sie liegt im Gebiet der Soddo-Gurage in der Woreda Sodo in der Gurage-Zone der Region der südlichen Nationen, Nationalitäten und Völker.
Bei Tiya befindet sich die wichtigste der bislang 160 entdeckten archäologischen Stätten im Soddo-Gebiet. Die Stätte besteht aus 36 Einzelmonumenten, davon 32 mit Symbolen einer alten äthiopischen Kultur bedeckte steinerne Stelen. Seit 1980 ist sie Teil des UNESCO-Weltkulturerbes.
2005 hatte Tiya nach Angaben der Zentralen Statistikagentur Äthiopiens 3.363 Einwohner. Bei der Volkszählung von 1994 wurden 1.856 Bewohner gezählt, davon waren 59,11 % Oromo, 32,76 % Soddo-Gurage und 4,69 % Amharen. 41,81 % sprachen Soddo als Muttersprache, 36,1 % Oromo und 20,04 % Amharisch.